# Anne Scott
Pour les articles homonymes, voir Scott.
 (janvier 2019).
Si vous disposez d'ouvrages ou d'articles de référence ou si vous connaissez des sites web de qualité traitant du thème abordé ici, merci de compléter l'article en donnant les références utiles à sa vérifiabilité et en les liant à la section « Notes et références ».
Anne Scott (11 février 1651 – 6 février 1732), 1re duchesse de Buccleuch, est une riche pairesse écossaise.

## Biographie
Anne est la fille de Francis Scott, deuxième comte de Buccleuch. En 1661, elle succède à sa sœur comme comtesse de Buccleuch. Le 20 avril 1663, elle se marie avec James Scott, premier duc de Monmouth (le fils illégitime de Charles II d'Angleterre et de sa maîtresse, Lucy Walter) et les époux sont créés duc et duchesse de Buccleuch en ce jour. Ils ont sept enfants :
- Isabella Scott (morte en 1668, dans l'enfance).
- Charles Scott, comte de Doncaster (1672–1674), mort dans l'enfance.
- James Scott, comte de Dalkeith (1674–1705), marié à Lady Henrietta Hyde, fille de Laurence Hyde, premier comte de Rochester.
- Anne Scott (1675–1685), morte dans sa jeunesse.
- Henry Scott, premier comte de Deloraine (1676–1730)
- Lord Francis Scott (1678–1679), mort dans l'enfance.
- Lady Charlotte Scott (née et morte en 1683), morte dans l'enfance.

James meurt en 1685, et Anne se remarie avec Charles Cornwallis, troisième baron de Cornwallis le 6 mai 1688, mais ils n'ont pas d'autre enfant. Anne meurt en 1732, âgée de 80 ans, et son titre passe à son petit-fils, Francis.